# The World’s Billionaires

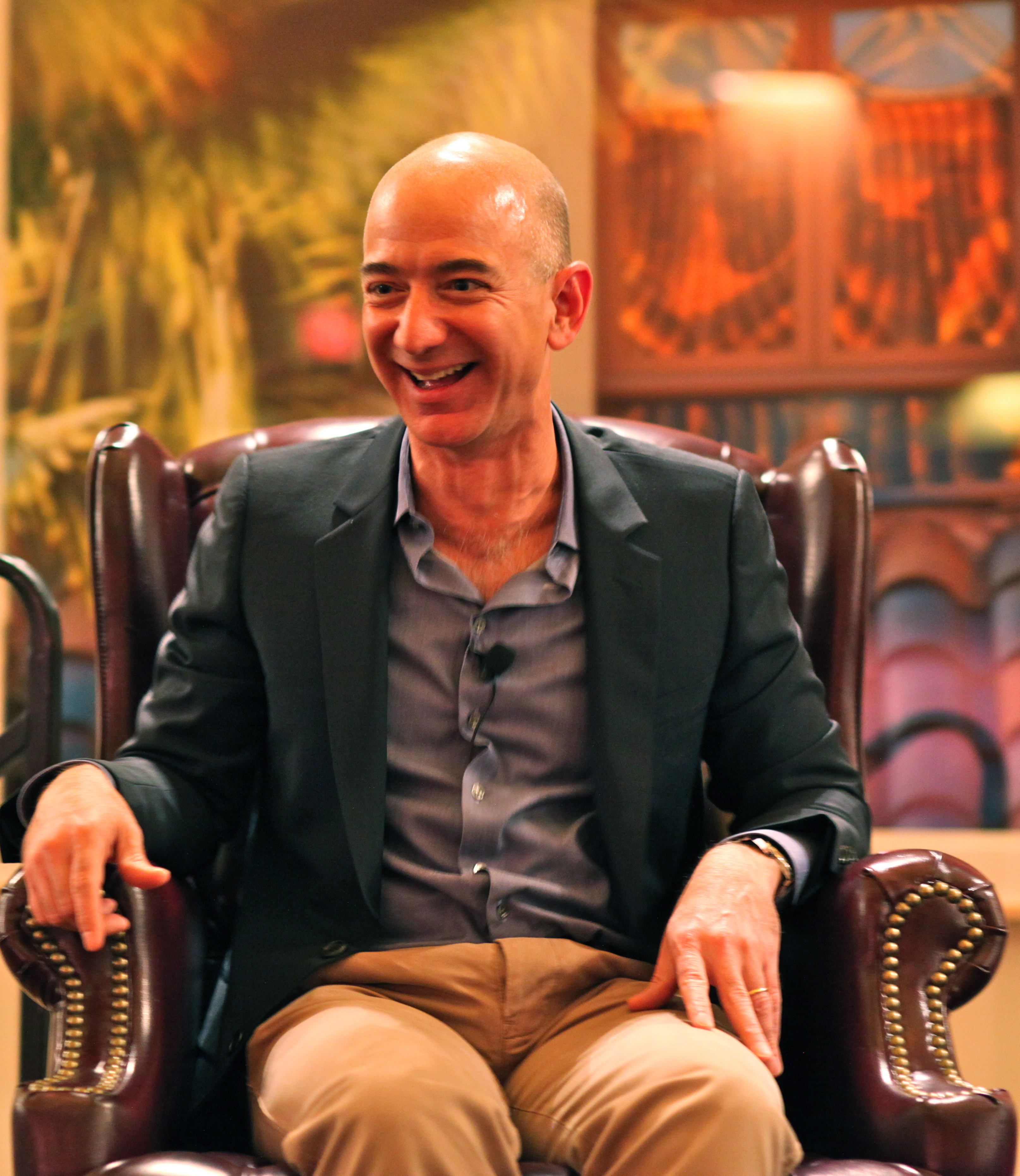
Jeff Bezos stand von Anfang 2018 bis 2021 als Mensch mit dem größten Privatvermögen auf Platz 1 der Forbes-Liste (Bild von 2010).

Die Liste The World’s Billionaires ist eine seit 1987 jährlich vom US-amerikanischen Wirtschaftsmagazin Forbes veröffentlichte Zusammenstellung, die weltweit alle Personen aufführt, deren geschätztes persönliches Vermögen eine Milliarde US-Dollar übersteigt (billion im amerikanischen Englischen bedeutet ‚Milliarde‘ im Deutschen). Diktatoren und Angehörige von Königshäusern werden nicht in diese Liste aufgenommen (siehe Liste der reichsten Monarchen).

## Überblick
Der Serienunternehmer Elon Musk belegte im Jahr 2022 erstmals den ersten Platz in der Liste. Von 2018 bis 2021 führte Jeff Bezos, Gründer von Amazon.com, die Liste an. Zuvor hatte, wie bereits mehrfach zuvor, ab 2014 Microsoft-Mitgründer Bill Gates den ersten Platz inne, nachdem Carlos Slim Helú, ein mexikanischer Unternehmer der Telekommunikationsbranche, zwischen 2010 und 2013 an der Spitze stand. Die Mitglieder der Königshäuser in Saudi-Arabien und Brunei sind nicht aufgeführt, gelten aber teilweise als reicher.

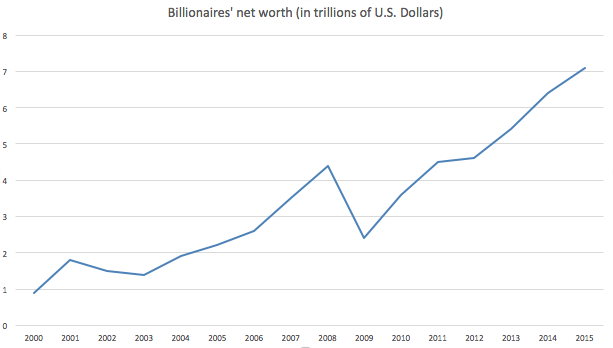
Von den Milliardären 2000–2015 angesammeltes Gesamtvermögen in Billionen US-Dollar

Zwischen 1996 und 2006 stieg laut Forbes die Zahl der Milliardäre weltweit von 423 auf 946. Nachdem das kumulierte Gesamtvermögen aller in der Liste genannten Personen von 2001 bis 2003 sank, stieg es 2005 wieder um 300 Mrd. auf die Summe von nun 2,2 Billionen US-Dollar. Bis 2008 stieg das Gesamtvermögen auf über vier Billionen US-Dollar und verteilte sich auf 1125 Menschen.
Im Zuge der internationalen Finanz- und Wirtschaftskrise, die 2008 begann, sank die Zahl der Dollar-Milliardäre in der Liste vom März 2009 auf 793 Personen mit insgesamt ca. 2,4 Billionen (2400 Milliarden) US-Dollar Vermögen. Allein diese verbleibenden Personen verloren 1400 Milliarden US-Dollar.
2014 waren 172 von 1645 Dollar-Milliardären weiblich, wovon die meisten ihr Vermögen geerbt haben. 2010 hatten von 89 Frauen nur 14 (rund 16 %) ihren Reichtum selbst erwirtschaftet, während 665 von 922 Männern Selfmade-Milliardäre waren (rd. 72 %).
Mit Stand 2016 waren laut dieser Liste von 1810 Milliardären die meisten US-Amerikaner (540 Personen), gefolgt von Chinesen (251 Personen), Deutschen (120 Personen) und Indern (84 Personen). Deutschland war 2016 mit 120 Milliardären gelistet, mit Karl Albrecht jr., Erbe von Aldi-Mitbegründer Karl Albrecht, auf Platz 21 als Reichstem.
Reichster Schweizer von 32 Personen war 2016 auf Platz 129 Ernesto Bertarelli, ehemaliger Präsident des Verwaltungsrates der Biotechnologie-Firma Serono. Reichster Österreicher von zehn Personen war auf Platz 64 Dietrich Mateschitz, Mitbegründer des Energydrink-Herstellers Red Bull. 2016 belief sich das Gesamtvermögen aller in der Forbes-Liste aufgeführten Personen auf 6,5 Billionen (6500 Milliarden) US-Dollar.
2018 gab es weltweit bereits 2208 Milliardäre, die ein Vermögen in Höhe von 9,1 Billionen Dollar kontrollierten. Im selben Jahr überstieg das Vermögen einer Person erstmals die Marke von 100 Milliarden Dollar (Jeff Bezos).

## The World’s Billionaires List 2025
Legende:
- ▬ Position zum Vorjahr beibehalten bzw. Vermögen gleich geblieben.
- ▲ Position(en) zum Vorjahr gewonnen bzw. Vermögen gestiegen.
- ▼ Position(en) zum Vorjahr verloren bzw. Vermögen gesunken.

| Rang  | Milliardär       | Vermögen in Milliarden US-Dollar | Nationalität                        | Alter | Wirtschaftszweig                            |
| ----- | ---------------- | -------------------------------- | ----------------------------------- | ----- | ------------------------------------------- |
| 1. ▲  | Elon Musk        | 342 ▲                            | Vereinigte Staaten Kanada Südafrika | 53    | Diversifiziert (Tesla, Inc., SpaceX, X.AI.) |
| 2. ▲  | Mark Zuckerberg  | 216 ▲                            | Vereinigte Staaten                  | 40    | Soziale Medien (Meta Platforms)             |
| 3. ▬  | Jeff Bezos       | 215 ▲                            | Vereinigte Staaten                  | 61    | Internethandel (Amazon.com)                 |
| 4. ▲  | Larry Ellison    | 192 ▲                            | Vereinigte Staaten                  | 80    | Software (Oracle)                           |
| 5. ▼  | Bernard Arnault  | 178 ▼                            | Frankreich                          | 76    | Luxusgüter (LVMH)                           |
| 6. ▬  | Warren Buffett   | 154 ▼                            | Vereinigte Staaten                  | 94    | Investment (Berkshire Hathaway)             |
| 7. ▲  | Larry Page       | 144 ▲                            | Vereinigte Staaten                  | 52    | Technologie (Alphabet Inc.)                 |
| 8. ▲  | Sergey Brin      | 138 ▲                            | Vereinigte Staaten                  | 51    | Technologie (Alphabet Inc.)                 |
| 9. ▲  | Amancio Ortega   | 124 ▲                            | Spanien                             | 89    | Mode (Inditex)                              |
| 10. ▼ | Steve Ballmer    | 118 ▼                            | Vereinigte Staaten                  | 69    | Software (Microsoft)                        |
|       |                  |                                  |                                     |       |                                             |
| 37. ▬ | Dieter Schwarz   | 41 ▲                             | Deutschland                         | 85    | Einzelhandel (Schwarz-Gruppe)               |
| 31. ▼ | Mark Mateschitz  | 39,6 ▲                           | Österreich                          | 32    | Getränke (Red Bull GmbH)                    |
| 44. ▲ | Gianluigi Aponte | 37,7 ▲                           | Schweiz                             | 84    | Schifffahrt (MSC)                           |

- Die vier reichsten Menschen oder Familien der Welt
- Elon Musk (1, Vereinigte Staaten)
- Mark Zuckerberg (4, Vereinigte Staaten)
- Jeff Bezos (3, Vereinigte Staaten)
- Larry Ellison (4, Vereinigte Staaten)

## Entwicklung der Anzahl an Milliardären
Seit dem Jahr 2000 hat sich die Anzahl an Milliardären mehr als vervierfacht. Das gesamte Vermögen von Milliardären verzehnfachte sich von 898 Milliarden auf 9.100 Milliarden US-Dollar im Jahre 2018. Hierbei muss jedoch die Inflation beachtet werden. Die Kaufkraft einer Milliarde US-Dollar beträgt heute im Vergleich zum Jahre 2000 nur etwa zwei Drittel. Die Preise stiegen um etwa 45,82 % an, was heute den Besitz von 1,46 Milliarden US-Dollar nahelegt, um mit einem Milliardär aus dem Jahre 2000 vergleichbar zu sein.
Um das Jahr 2020 herum wird eine Milliarde US-Dollar nur noch genau zwei Drittel im Vergleich zum Jahre 2000 wert sein, sodass nur Personen ab einem Vermögen von 1,5 Milliarden US-Dollar vergleichbar sind.
Daraus ergibt sich, dass die Anzahl der Milliardäre allein dadurch wächst, dass die Kaufkraft fällt. Die Aussage einer Verzehnfachung des Vermögens ist also insofern differenziert zu betrachten: 9.100 Milliarden US-Dollar sind um das Jahr 2020 etwa so viel wert wie 6.000 Milliarden US-Dollar im Jahre 2000.
| Jahr | Anzahl Milliardäre | Gesamtvermögen  |
| ---- | ------------------ | --------------- |
| 2000 | 470                | 898 Mrd. USD    |
| 2001 | 538                | 1.800 Mrd. USD  |
| 2002 | 497                | 1.500 Mrd. USD  |
| 2003 | 476                | 1.400 Mrd. USD  |
| 2004 | 587                | 1.900 Mrd. USD  |
| 2005 | 691                | 2.200 Mrd. USD  |
| 2006 | 793                | 2.600 Mrd. USD  |
| 2007 | 946                | 3.500 Mrd. USD  |
| 2008 | 1125               | 4.400 Mrd. USD  |
| 2009 | 793                | 2.400 Mrd. USD  |
| 2010 | 1011               | 3.600 Mrd. USD  |
| 2011 | 1210               | 4.500 Mrd. USD  |
| 2012 | 1226               | 4.600 Mrd. USD  |
| 2013 | 1426               | 5.400 Mrd. USD  |
| 2014 | 1645               | 6.400 Mrd. USD  |
| 2015 | 1826               | 7.100 Mrd. USD  |
| 2016 | 1810               | 6.500 Mrd. USD  |
| 2017 | 2043               | 7.700 Mrd. USD  |
| 2018 | 2208               | 9.100 Mrd. USD  |
| 2019 | 2153               | 8.700 Mrd. USD  |
| 2020 | 2095               | 8.000 Mrd. USD  |
| 2021 | 2755               | 13.100 Mrd. USD |
| 2022 | 2668               | 12.700 Mrd. USD |
| 2023 | 2640               | 12.200 Mrd. USD |
| 2024 | 2781               | 14.200 Mrd. USD |
| 2025 | 3028               | 16.100 Mrd. USD |

## Länder nach Anzahl an Milliardären
Top 10 (Stand 2025) Quelle ist Forbes
| Rang | Land                   | Anzahl an Milliardären | Gesamtvermögen aller Milliardäre | Reichste Person  |
| ---- | ---------------------- | ---------------------- | -------------------------------- | ---------------- |
| 1    | Vereinigte Staaten     | 902                    | 6.800 Mrd. USD                   | Elon Musk        |
| 2    | Volksrepublik China    | 450                    | 1.700 Mrd. USD                   | Zhang Yiming     |
| 3    | Indien                 | 205                    | 941 Mrd. USD                     | Mukesh Ambani    |
| 4    | Deutschland            | 171                    | 793 Mrd. USD                     | Dieter Schwarz   |
| 5    | Russland               | 140                    | 580 Mrd. USD                     | Vagit Alekperov  |
| 6    | Kanada                 | 76                     | 359 Mrd. USD                     | Changpeng Zhao   |
| 7    | Italien                | 74                     | 339 Mrd. USD                     | Giovanni Ferrero |
| 8    | Hongkong               | 66                     | 335 Mrd. USD                     | Li Ka-shing      |
| 9    | Brasilien              | 56                     | 212 Mrd. USD                     | Eduardo Saverin  |
| 10   | Vereinigtes Königreich | 55                     | 225 Mrd. USD                     | Michael Platt    |

## Weitere Listen von Superreichen
- Liste der 500 reichsten Deutschen